# Papiri di Userkhau
I Papiri di Userkhau sono circa duemila frammenti di papiro, ritrovati nel 1893, che trattano dell'amministrazione dei beni funerari del sovrano Userkhau, da cui prendono il nome, della V dinastia e conosciuti anche come  Papiri di Neferirkara.
Sono datati e redatti in ieratico sotto Djedkare Isesi, provengono quasi certamente dalla sua piramide e su un frammento vi è l'espressa dicitura "Offerte portate dal tempio solare del sovrano Neferirkare al suo tempio funerario".
Di notevole valore storico per essere i più antichi ritrovati e per la scarsità di questo tipo di documentazione, sono ora conservati presso vari musei.
Il frammento conservato al Museo del Louvre è un resoconto contabile mensile sulle entrate del tempio solare di Abu Gurab, sul suo funzionamento e sui suoi approvvigionamenti.
Questo papiro è suddiviso in trenta righe che corrispondono ai giorni, suddivise a loro volta in tre gruppi di dieci giorni ciascuno e per maggior chiarezza e praticità è redatto con inchiostro nero e rosso.
Vi sono registrate tutte le offerte pervenute al tempio solare e inviate successivamente al tempio funerario di Neferirkare con la massima precisione nelle quantità ricevute, quelle consegnate, con il saldo delle rimanenze e citando anche i nomi dei magazzinieri.
Nel frammento conservato nel Museo di Berlino, sempre proveniente dal tempio funerario, è trascritta una lista di lavori da eseguire per i festeggiamenti in onore del dio Min mentre in quello conservato allo University College di Londra vengono indicati i nomi del personale con le mansioni attribuite e i turni ripartiti in giorni.
Un altro papiro indica una lista di alimenti consegnati, divisa sempre in tre parti di dieci giorni ognuna e dove sono riportate date, nomi, titoli, destinatari e persino la tipologia degli alimenti forniti.
Altri frammenti sono presso il Museo de Il Cairo e al British Museum ed hanno consentito di ricostruire l'organizzazione e la gestione delle offerte necessarie ai culti funerari all'epoca della V dinastia dell'Antico Regno.